# 안병욱
안병욱(安秉煜, 1920년 6월 26일~2013년 10월 7일)은 대한민국의 서양 철학자(西洋 哲學者)이자 대학 교수 출신의 수필 작가 겸 동양 한문학자(東洋 漢文學者)였었다.
본(관향)은 순흥(順興)이고, 호(號)는 이당(怡堂)이며, 평안남도(平安南道)의 용강군(龍岡郡)에서 태어났다. 동시대의 언어학자 겸 철학자였었던, 7년 연상의 선배 학술 교수 한갑수(韓甲洙)와는 생일이 같다.
일제 시대 평안남도 용강보통학교 졸업반 시절이던, 1932년 당시에 선친(아버지)을 병으로 여의고, 이듬해 1933년 3월에 용강보통학교를 졸업한 그는 여섯해가 지난 훗날, 1939년 3월 당시에 평양고보를 졸업하였으며, 일본에 유학하여 그로부터 4년 후 1943년 3월, 일본 와세다 대학교 문학부 철학과에서 학사 학위를 취득하고, 같은 해 귀국하여 평남 용강(平南 龍岡)으로 귀거하였으며, 한때는 잠시 평양(平壤)으로 가서, 1944년 3월부터 평양광성고보의 소어(蘇語) 교사 등을 지내다가, 이듬해 1945년 3월에 교원 사퇴로써 그만두었다. 그로부터 5개월 지난 1945년 8월 15일, 을유 광복(8·15 해방)이 도래한 그때부터 평남 룡강(平南 龍岡)에서 농사(農事)를 잠시 하다가 그만둠과 동시에 농토(農土)를 차라리 모두 룡강군(龍岡郡)의 지주댁에 몽땅 흠씬 팔아 일단 수수푼의 액수를 소소하게나마 보유하고, 그 이듬해인 1946년 11월 12일 당시에, 그는 결국, 과부 출신이던 홀어머님(해주 김씨)과 역시 상배한 과부 출신이던 외할머님(평양 조씨)를 동반하여 당시 소련 군정 치하의 북괴 영토의 평안남도 룡강군 향리를 드디어 탈출 후, 평남 남포(平南 南浦)에서 구만주국인(舊滿洲國人)으로 변장하여 소군정(蘇軍政)의 경계망을 가까스로 뚫고, 그 당시 소비에트 소련 군정 시대 북괴의 수도 평남 평양에 잠입하였다가, 이듬해 1947년 2월 8일, 셋이서 모두 북괴 평양 탈출 감행에 성공하여, 삼팔도선(훗날의 휴전선)을 넘어 배를 타고 영해(황해)를 건너 남쪽으로 마지막 탈출한지도 어느덧 달포 남짓이 지난 1947년 3월 5일, 당시 미군정 조선 시대의 수도였던 서울특별자유자치시를 거쳐 동년(1947년)의 3월 8일, 모친과 외조모를 동반하여 당시 10년 전(1937년 당시 아직 왜정 시대)의 친누나(안씨 부인, 1915년생~1998년졸)가 결혼하여 일제 시대 강원 춘천 시집(媤家)을 떠나서 출가한지도 10년이 지난 강원도(江原道)의 춘천군(春川郡)으로 월남하였고, 그로부터 1년 지난 1948년 4월 7일, 그는 당시 미군정 조선 시대의 수도였던 서울특별자유자치시로 드디어 돌아왔다.
1949년 8월부터 1958년 2월까지 만으로 어언 9년 남짓 동안 서울고등학교 국어 교사 등을 지내다가 그만두고 나서는, 1958년 언론 잡지 〈사상계〉의 주간을 거쳐 연세대학교 철학과 강사와 서울대학교 철학과 강사 등의 객원급 강사를 잠시 지냈으며, 1969년 숭전대학교 교수가 되었다. 1961년부터 1962년까지와, 1962년부터 1963년까지의 그 당시에는 각기각기로 미국의 코넬 대학교와 배서 대학교에 교환교수 등으로 초빙되어 한국(韓國)의 문화사(文化史)를 소개하였으며, 1963년 귀국 후 숭실대학교 철학과 교수 등으로 있으면서 많은 철학서를 집필·발표하였다. 1992년부터 안중근 의사 기념사업회 이사장 등과, 도산 아카데미 연구원 설립 대표 원장 등을 맡았다.
그의 주요 저서로는, 수필집 《인생사전》, 《철학 노트》, 《사색인의 향연》 등과, 철학서 《현대사상》 등이 있다.
그리고 그는 지난날, 1983년부터 이듬해 1984년까지 1년 남짓의 한남대학교 철학과 객원교수 등을 지내다가 그만두고, 만년에는 특히 1980년대 중후반에서부터 1985년 3월 당시, 인하대학교에서 명예 철학박사 학위를 받은 것을 비롯하여, 1986년 8월 당시부터 숭실대학교 철학과 명예교수 등을 지냈으며, 차제에 부수적인 겸직으로는 1987년 2월 당시부터 같은 해(1987년)의 8월까지 연세대학교 철학과 초빙교수, 1987년 8월 당시부터 1988년 2월까지 서울대학교 철학과 객원교수 등을 지낸 그는 1991년 3월, 숭실대학교에서 명예 철학박사 학위를 받았고, 1991년 8월 당시부터 인하대학교 철학과 석좌교수 등을 지낸 그는, 2013년 10월 7일, 숙환(지병)으로 인하여 세상을 떠났으며, 그의 생전의 유품은 현재 〈강원도 양구군 철학의집-철학자 김형석(1920~ ) 교수·철학자 안병욱(1920~2013) 교수 공동 기념관〉으로 전시에 보존되어 있다.

## 학력
- 평안남도 용강보통학교 졸업(1933년 3월)
- 평안남도 평양고등보통학교 졸업(1939년 3월)
- 일본 도쿄 와세다 대학교 철학과 학사(1943년 3월)

### 명예 박사 학위
- 인하대학교 명예 철학박사(1985년 3월)
- 숭실대학교 명예 철학박사(1991년 3월)

## 같이 보기
- 김형석 - 경신년생 동갑내기 철학자

### 내용주
1. ↑  1932년 이후 상배 미망인 김씨
2. ↑  1925년 당시 외조부를 상배한 외조모 조씨
3. ↑  이 학교 교사 시절 타 동료 교사(수학 담당 교사)로는 시인 조병화(趙炳華, 故) 인하대학교 명예교수 등이 있었으며, 역시 이 학교 교사 시절 제자로는 훗날 서울 중랑 갑(甲)이라는 지역구의 전직 제14대 무소속 초선 국회의원 등을 지냈었던 배우 이순재 세종대학교 석좌교수 겸 가천대학교 석좌교수 등이 있었음.

### 참조주
1. ↑  2013.10.07. 부고 보도 자료 리스트